# ناحیه ابینگتون، شهرستان وانگنی، ایندیانا
شهرستان ابینگتون، بخش وانگنی، ایندیانا (به انگلیسی: Abington Township, Wayne County, Indiana) در ایالات متحده آمریکا با جمعیت ۸۵۳ نفر است که در ایندیانا واقع شده‌است.